# Keresztelő János

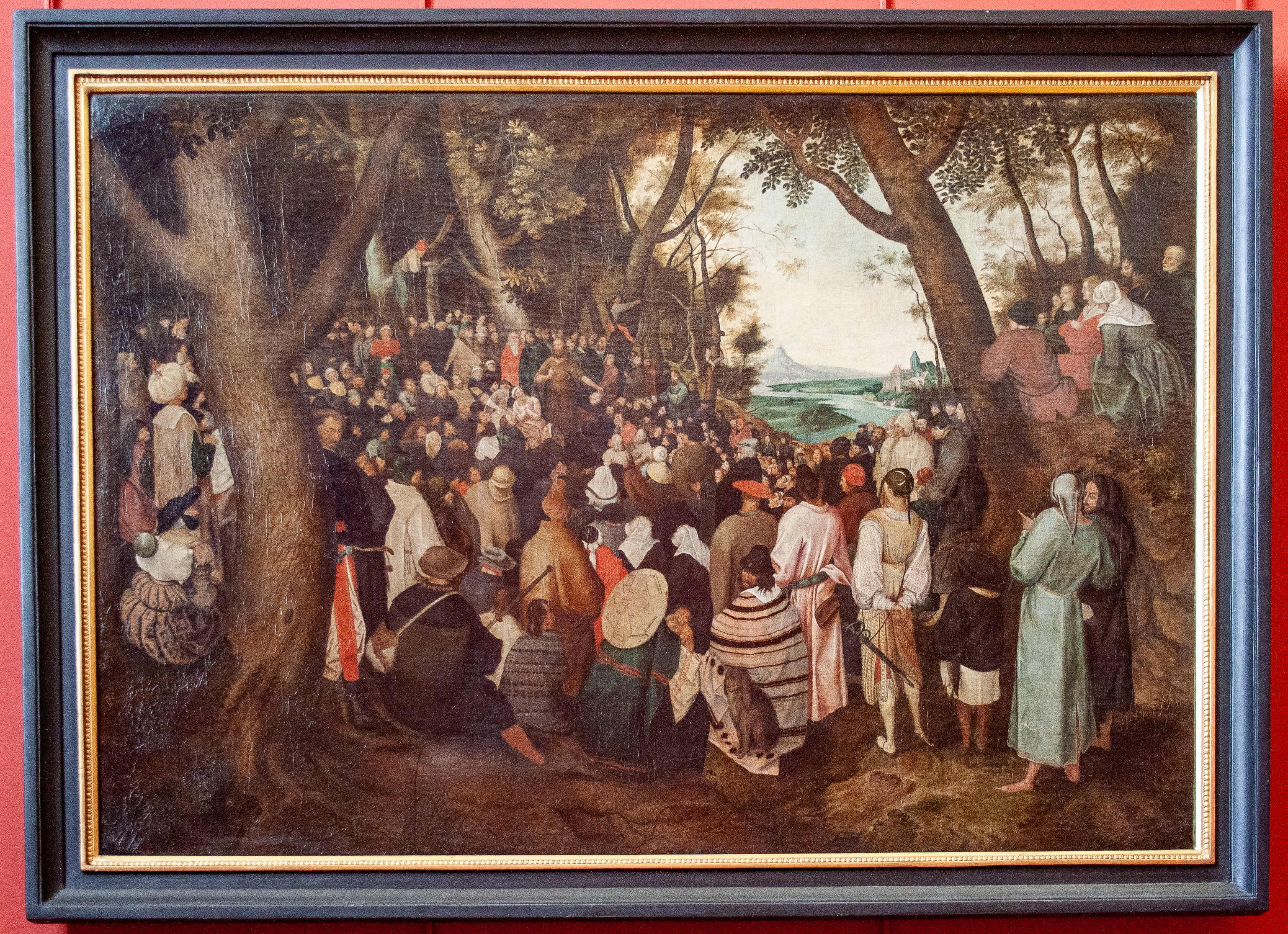
Keresztelő Szent János prédikációja Pieter Brueghel festményén

Keresztelő János vagy másképp Bemerítő János (ógörögül: Ιωάννης ο Βαπτιστής, latinul: Ioannes Baptista; i. e. 7 körül – 29) zsidó vándorprédikátor, a kereszténység, az iszlám és a bahái fontos vallási alakja. Ezek a vallások prófétának vagy Isten küldöttjének tartják, és bizonyos keresztény hagyományokban szentként tisztelik, így egyes egyházakban, például a katolikus vagy az ortodox kereszténységben Bemerítő ill. Keresztelő Szent János néven is ismert.

## A Bibliában

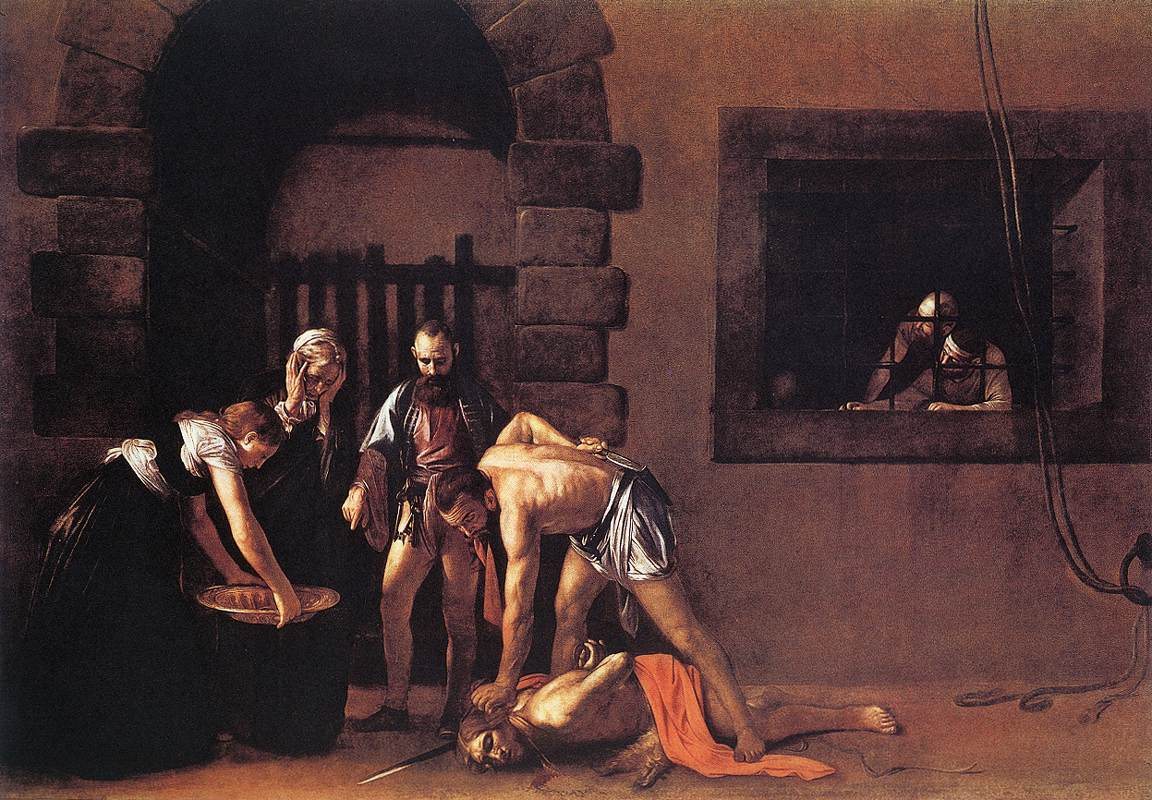
Caravaggio: Keresztelő Szent János lefejezése

Alakja az Újszövetségben szerepel. Az evangéliumok Jézus előfutáraként ábrázolják, mivel János felkészítette az embereket Jézus eljövetelére.
Lukács evangéliuma szerint anyai ágon Jézus rokona volt. Hat hónappal Jézus előtt született, apja Zakariás zsidó pap volt, anyja Erzsébet. Zakariást némasággal büntette Isten, mert amikor egy angyal közölte vele, hogy fia fog születni, ő nem hitte el, mert már nagyon öreg volt; egészen János születéséig néma maradt.
János  a pusztában élt, mielőtt prédikálni kezdett. „Teveszőr ruhát, és dereka körül bőrövet viselt, tápláléka pedig sáska és erdei méz volt” és gyakran böjtölt.
Prédikált a népnek Krisztus közelgő eljöveteléről, és bűnbánatot hirdetett. A Jordán folyó vizében merítette meg az embereket, innen ered a későbbi, Szentlélek általi bemerítés és keresztelés szentsége a keresztényeknél. Maga Jézus is elment hozzá bemerítkezni, amit János – aki ekkor felismerte Jézusban a Megváltót – először nem akart megtenni, mert úgy érezte, hogy méltatlan rá, de Jézus ezt mondta neki: „Engedj most, mert így illik nékünk minden igazságot betöltenünk.”
Heródes király, bár tisztelte és félt tőle, mert szent embernek tartotta, mégis elfogatta Jánost, mert az elítélte amiatt, hogy elvette fivére özvegyét, Heródiást. A nő manipulációi hatására a király lefejeztette Jánost – a Biblia szerint akkor, amikor Heródiás lánya, Salomé táncolt a király előtt, s az megígérte, hogy teljesíti bármilyen kívánságát, az anyja pedig utasította Salomét, hogy Keresztelő János fejét kérje egy tálcán.
Iosephus Flavius szerint a Jordántól keletre eső erődben, Mahérusz várában halt vértanúhalált.
Jézus a korának legnagyobb embereként említette Keresztelő Jánost.

## Az iszlám hagyományban
A születéséről szóló, a Koránban található történet megegyezik a bibliaival. Életéről a Korán több részletet is közöl, többek között azt, hogy az állatok sem bántották, mert felismerték benne a szent embert. Bebörtönzésének oka itt az, hogy Heródes az unokahúgát, Salomét akarta elvenni, és ezt ellenezte János; Salomé pedig saját maga tervezi el a meggyilkoltatását, nem az anyja parancsára. 
A damaszkuszi Omajjád-mecset építésekor, 706-ban egy, korábban Keresztelő János tiszteletére emelt bazilikát alakították át Szulejmán ibn Abd al-Malik palesztinai emír, későbbi kalifa felügyelete alatt, és – a hagyomány szerint – az építők itt helyezték el János fejereklyéjét.

## Egyéb
Keresztelő Szent János a védőszentje Francia Kanadának, ahol több várost is elneveztek róla, valamint az olaszországi Firenzének és a Máltai lovagrendnek is.
Betegséget is elneveztek róla: jánostáncnak, Szent János táncának is, egyéb népies néven pedig nyavalyatörésnek hívták a vitustáncot (kórea, latinul: chorea Sancti Viti), mivel ez a szervi idegbaj a nagy nyári napforduló ünnepen, Szent Iván-napkor járt pogány eredetű tűztánc alkalmával tömegesen szedte áldozatait.
Vértanúságának emléknapja augusztus 29. Az ünnep mai neve Keresztelő Szent János fővétele. A magyar hagyomány Nyakavágó János napjának nevezi, és összekapcsolja a mohácsi vész évfordulójával. 
Király József pécsi püspök kezdeményezésére az emléknapot VII. Piusz pápa Mohácson búcsúnappá nyilvánította.

## Neve alatt fennmaradt iratok
- Keresztelő János élete

## Más megnevezései
- Jochanan ha-Kohen, Jochanan ben Zecharja – zsidó elnevezések
- Ioánnész hó baptisztész (János, a merítő), ógörög
- Bemerítő János, Baptista János – mára baptista, pünkösdista elnevezéssé vált, bár több idegen nyelvben is ez az eredeti forma terjedt el, az újszövetségi baptein vagy baptizein azaz „alámerítés, bemerítés”[16] kifejezés fordításaként.